# محمد بن خالد آل ثاني
الشيخ محمد بن خالد آل ثاني (1958 - 10 يناير 2022)؛ سياسي ورياضي قطري، سبق له أن تولي رئاسة الديوان الأميري القطري. 

## نشأته
ولد محمد بن خالد آل ثاني في الدوحة في عام 1958، والده الشيخ خالد بن حمد بن عبد الله آل ثاني والذي كان وزيرًا للداخلية بين عامي 1972 و1989.

## أعماله

### مناصبه الرياضية
عرف عن محمد بن خالد اهتماماته الرياضية وخصوصًا لعبة الشطرنج، حيث شارك في عدة مسابقات كما رأس اتحاد الشطرنج لعدة سنوات، كما تولى رئاسة اللجنة الأولمبية القطرية في 4 سبتمبر 1991، ليكون ثاني رئيس للجنة بعد رئاسة عبد الله بن خليفة آل ثاني للجنة منذ تأسيسها في مارس 1979.
وخلال توليه لرئاسة اللجنة تحقق أول إنجاز دولي بحصول اللاعب القطري محمد سليمان على الميدالية البرونزية في سباق 1500 متر بدورة الألعاب الأولمبية في برشلونة في عام 1992، وهي أول ميدالية أولمبية قطرية، وفي نفس الوقت أول ميدالية أولمبية على مستوى الخليج العربي، كما توج المنتخب القطري الأول لكرة القدم بلقب دورة كأس الخليج العربي الحادية عشرة التي أقيمت في الدوحة في عام 1992 وذلك لأول مرة في تاريخه، ليكسر بذلك احتكار المنتخبين الكويتي والعراقي لألقاب البطولة منذ انطلاقتها.
وكان محمد بن خالد آل ثاني قد ترأس الاتحاد القطري لكرة القدم ما بين عامي 88 و89، خلفًا لسلطان بن خالد السويدي، حيث حقق المنتخب الوطني للناشئين أول كأس آسيوية لقطر، إضافة إلى تأهل المنتخب القطري لكرة القدم إلى المرحلة النهائيّة من التصفيات الآسيويّة المؤهّلة إلى كأس العالم 1990 وكان قريبًا من تحقيق إنجاز تاريخي.

### مناصبه السياسية
شغل محمد بن خالد آل ثاني عدة مناصب سياسية في قطر، منها:
- مدير مكتب الشيخ حمد بن خليفة آل ثاني حين كان وليّا للعهد.
- رئيس الديوان الأميري القطري
- وزير الدولة وعضو مجلس الوزراء القطري

## جوائز وتكريمات
حصل محمد بن خالد آل ثاني على تكريم اللجنة الأولمبية القطرية في نوفمبر 2021 من قبل جوعان بن حمد آل ثاني في حفل تكريم الرياضيين المميزين وسُلم جائزة تقديرية للشخصيات التي خدمت الرياضة القطرية.

## وفاته
توفي الشيخ محمد بن خالد آل ثاني في 10 يناير 2022، وقد نعاه الديوان الأميري القطري، كما نعاه الديوان الملكي السعودي، إضافة إلى عدد كبير من الشخصيات القطرية من بينهم جوعان بن حمد آل ثاني رئيس اللجنة الاولمبية القطرية، ووري جثمانه الثرى في مقابر الريان في 11 يناير 2022.